# Stan Cullis
Stanley Cullis (25. října 1916 Ellesmere Port – 28. února 2001 Malvern) byl anglický profesionální fotbalista a fotbalový trenér; působil většinu své hráčské i trenérské kariéry v anglickém Wolverhamptonu Wanderers. Během trénování v letech 1948 až 1964 se s Wolves stal jedním z nejsilnějších anglických týmů, třikrát vyhrál ligový titul a odehrál řadu významných přátelských zápasů s předními evropskými týmy, které fungovaly jako předchůdce současné Ligy mistrů UEFA.

## Hráčská kariéra
Cullis se připojil k Wolverhamptonu jako teenager poté, co se nedostal do týmu Boltonu Wanderers, svoji první profesionální smlouvu podepsal do týdne od připojení ke klubu. Rychle se dostal přes mládežnické a rezervní týmy do A-týmu, kde debutoval 16. února 1935 při porážce 2:3 s Huddersfieldem. V sezóně 1936/37 se stal pravidelným členem základní sestavy, když na pozici stopera nahradil Billa Morrise a rychle se stal kapitánem klubu.
Cullis dovedl tým k druhému místě v lize v letech 1937/38 a 1938/39. V roce 1939 měli Wolves šanci vyhrát The Double, ale díky pouhým 5 vítězstvím v posledních 11 zápasech sezóny prohrál souboj o titul s Evertonem o 5 bodů a ve finále FA Cupu podlehli 4:1 Portsmouthu. Stali se se tak třetím anglickým klubem, který skončil na druhém místě jak v Lize, tak i v FA Cupu v jedné sezóně.
V létě 1937 dostal svou první pozvánku do anglického národního týmu, ve kterém debutoval 23. října 1937 při výhře 5:1 proti Irsku. Kvůli vypuknutí války odehrál pouze 12 oficiálních zápasů (jednou jako kapitán), odehrál také 20 neoficiálních zápasů v průběhu války (10x jako kapitán).
Když Anglie hrála proti Německu v Berlíně dne 14. května 1938, Cullis se odmítl připojit ke zbytku svých spoluhráčů při provádění nacistického pozdravu před zápasem. Cullis, jediný hráč, který odmítl, byl vyřazen z týmu; Anglie zvítězila v zápase 6:3.
Během války působil jako instruktor tělesné výchovy v Británii a Itálii a také byl trenérem Wolves při 34 válečných neoficiálních zápasech v regionálních soutěžích, stejně tak řídil i pár zápasů Aldershotu, Fulhamu a Liverpoolu. Krátce poté krátce trénoval i norský Fredrikstad v roce 1946.
Když se v Anglii v letech 1946/47 vrátil soutěžní fotbal, odehrál Cullis ještě jednu sezónu za Wolves, ve které klubu opět těsně historicky první ligový titul. Poté oznámil ukončení své kariéry v důsledku zranění a byl jmenován asistentem manažera Teda Vizarda poté, co v klubu odehrál 171 soutěžních utkání.

## Trenérská kariéra
V červnu 1948, ve věku pouhých 31 let, se Cullis stal manažerem Wolverhamptonu Wanderers a byl součástí nejúspěšnější éry v historii klubu. Ve své první sezóně se stal nejmladším manažerem, který vyhrál FA Cup, když Wolves ve Wembley porazili Leicester City a vyhráli svou první velkou trofej od roku 1908. O pět let později dovedl Wolves k zisku prvního ligového titulu, když v boji o titul porazili místní rivaly West Bromwich Albion.
Vlci byli proslulí nejen svými úspěchy v domácí soutěži, ale i inscenací významných „osvětlených přátelských utkání“ proti ostatním špičkovým klubům z celého světa. Jedním z nejznámějších přátelských utkání byl zápas proti Honvédu Budapešť, ve kterém hrálo mnoho členů maďarského národního týmu, který nedávno předtím porazil dvakrát Anglii. Wolverhampton zápas, hraný 13. prosince 1954, zvládl a vyhrál 3:2, což vedlo národní média k vyhlášení Wolves za „Mistry světa“. Tento zápas se stal posledním podnětem pro Gabriela Hanota, redaktora časopisu L'Équipe, který navrhl vytvoření Evropského poháru (později přejmenovaného na Ligu mistrů UEFA).
Cullis dovedl Wolves k dalším dvěma ligovým titulům v letech 1957/58 a 1958/59 a v letech 1959/60 jim těsně unikl tzv. hattrick, když v lize skončili na druhém místě o jeden bod za Burnley a v roce 1960 opět vyhráli FA Cup, čímž uhájil postavení Wolves na úplné špici anglického fotbalu. V šedesátých letech se však Wolverhampton začal potýkat s výkyvy formy a Cullis byl překvapivě vyhozen v září 1964 a prohlásil, že navzdory nabídkám z Toronta a Juventusu nebude pokračovat ve své trenérské kariéře.
Po krátkém působení v pozici obchodního zástupce se v prosinci 1965 vrátil do světa fotbalu, a to jako manažer Birminghamu City, kde však nedokázal zopakovat úspěch, který měl u Wolves. Cullis oficiálně ukončil svou kariéru v březnu 1970 a nastoupil na místo u cestovní kanceláře v Malvernu, jeho rodném městě.

## Pozdější život
Cullis zemřel 28. února 2001 ve věku 84 let.
Je po něm pojmenována tribuna (tribuna Stana Cullise) na stadionu Wolves Molineux Stadium a jeho socha v blízkosti stadionu; v roce 2003 byl uveden do anglické fotbalové síně slávy jako manažer.

## Ocenění

### Hráčské

#### Wolverhampton Wanderers
- First Division: 1937/38 (2. místo), 1938/39 (2. místo)[9]
- FA Cup: 1939 (finalista)[9]

### Trenérské
- First Division: 1953/54, 1957/58, 1958/59
  - 2. místo: 1949/50, 1954/55, 1959/60
- FA Cup: 1949, 1960
- FA Charity Shield: 1959
  - Remíza: 1949 (s Portsmouthem), 1954 (s West Bromwich Albion), 1960 (s Burnley)
  - Finalista: 1958

## Statistiky

### Hráčské
| Klub                    | Sezóna  | Liga           | Liga   | Liga | FA Cup | FA Cup | Celkem | Celkem |
| Klub                    | Sezóna  | Liga           | Zápasy | Góly | Zápasy | Góly   | Zápasy | Góly   |
| ----------------------- | ------- | -------------- | ------ | ---- | ------ | ------ | ------ | ------ |
| Wolverhampton Wanderers | 1934/35 | First Division | 3      | 0    | 0      | 0      | 3      | 0      |
| Wolverhampton Wanderers | 1935/36 | First Division | 12     | 0    | 0      | 0      | 12     | 0      |
| Wolverhampton Wanderers | 1936/37 | First Division | 24     | 1    | 7      | 0      | 31     | 1      |
| Wolverhampton Wanderers | 1937/38 | First Division | 36     | 0    | 2      | 0      | 38     | 0      |
| Wolverhampton Wanderers | 1938/39 | First Division | 40     | 1    | 6      | 0      | 46     | 1      |
| Wolverhampton Wanderers | 1939/40 | First Division | 0      | 0    | 0      | 0      | 0      | 0      |
| Wolverhampton Wanderers | 1946/47 | First Division | 37     | 0    | 3      | 0      | 40     | 0      |
| Celkem                  | Celkem  | Celkem         | 152    | 2    | 18     | 0      | 170    | 2      |

### Trenérské
| Sezóna  | Liga           | Liga | Liga | Liga | Liga | Liga | Liga | Liga | Liga | FA Cup | FA Charity Shield | Evropské poháry |
| Sezóna  | Liga           | Z    | V    | R    | P    | VG   | OG   | Body | Poz  | FA Cup | FA Charity Shield | Evropské poháry |
| ------- | -------------- | ---- | ---- | ---- | ---- | ---- | ---- | ---- | ---- | ------ | ----------------- | --------------- |
| 1948/49 | First Division | 42   | 17   | 12   | 13   | 79   | 66   | 46   | 6.   | V      |                   |                 |
| 1949/50 | First Division | 42   | 20   | 13   | 9    | 76   | 49   | 53   | 2.   | R5     | Remíza            |                 |
| 1950/51 | First Division | 42   | 15   | 8    | 19   | 74   | 61   | 38   | 14.  | SF     |                   |                 |
| 1951/52 | First Division | 42   | 12   | 14   | 16   | 73   | 73   | 38   | 16.  | R4     |                   |                 |
| 1952/53 | First Division | 42   | 19   | 13   | 10   | 86   | 63   | 51   | 3.   | R3     |                   |                 |
| 1953/54 | First Division | 42   | 25   | 7    | 10   | 96   | 56   | 57   | 1.   | R3     |                   |                 |
| 1954/55 | First Division | 42   | 19   | 10   | 13   | 89   | 70   | 48   | 2.   | ČF     | Remíza            |                 |
| 1955/56 | First Division | 42   | 20   | 9    | 13   | 89   | 65   | 49   | 3.   | R3     |                   |                 |
| 1956/57 | First Division | 42   | 20   | 8    | 14   | 94   | 70   | 48   | 6.   | R4     |                   |                 |
| 1957/58 | First Division | 42   | 28   | 8    | 6    | 103  | 47   | 64   | 1.   | ČF     |                   |                 |
| 1958/59 | First Division | 42   | 28   | 5    | 9    | 110  | 49   | 61   | 1.   | R4     | Prohra            | PMEZ R2         |
| 1959/60 | First Division | 42   | 24   | 6    | 12   | 106  | 67   | 54   | 2.   | V      | Výhra             | PMEZ ČF         |
| 1960/61 | First Division | 42   | 25   | 7    | 10   | 103  | 75   | 57   | 3.   | R3     | Remíza            | PVP SF          |
| 1961/62 | First Division | 42   | 13   | 10   | 19   | 73   | 86   | 36   | 18.  | R4     |                   |                 |
| 1962/63 | First Division | 42   | 20   | 10   | 12   | 93   | 65   | 50   | 5.   | R3     |                   |                 |
| 1963/64 | First Division | 42   | 12   | 15   | 15   | 70   | 80   | 39   | 16.  | R3     |                   |                 |